# 東銀リース
東銀リース株式会社（とうぎんリース、英文社名：BOT Lease Co., Ltd.）は、東京都中央区に本社を置く、日本のリース会社。三菱UFJフィナンシャル・グループの一つ。

## 概要
1979年、東京銀行（現在の三菱UFJ銀行）を母体として設立。設立と同年に香港に現地法人を設立して以来、アジア地域やドイツ・ロシアなど海外に多く拠点を展開している点が特徴。
東京銀行が三菱銀行に吸収合併された後も旧東京銀行のマークを使用し、旧三菱銀行系・UFJ銀行系のリース会社が統合した三菱HCキャピタルとも統合せずに存続している。三菱UFJフィナンシャル・グループが28.5%の議決権を所有する持分法適用関連会社である（2022年度現在）と同時に、2022年の第三者割当増資によってみずほ系のリース会社大手東京センチュリーや農林中央金庫の持分法適用会社にもなっている。

## 沿革
- 1979年 - 東京銀行（現・三菱UFJ銀行）を母体として設立。BOT LEASE (HONG KONG) COMPANY LIMITED設立。
- 1982年 - PT. BUMIPUTERA-BOT LEASE（現・PT. BUMIPUTERA-BOT FINANCE） 設立。
- 1983年 - 新日本橋通商株式会社を設立。
- 1985年 - 東京銀行子会社のBOT Lease（Deutschland) GmbH（現・BTMU Lease (Deutschland) GmbH）を共同設立。
- 1986年 - 日本橋テクトロニクス株式会社（現・日本橋ティージーサービス）設立。
- 1987年 - トコスエンタプライズ株式会社設立。
- 1990年 - Bangkok Tokyo Leasing Co., Ltd.（現・BTMU Leasing (Thailand) Co., Ltd.）設立。
- 1993年 - 事務受託業務開始。
- 1996年 - BOT LEASE AND FINANCE PHILIPPINES, INC. を設立。
- 2001年 - 東銀リース債権回収株式会社を設立。
- 2004年 - 上海駐在員事務所を開設。
- 2006年 - 本社を東京都中央区日本橋本町に移転。
- 2007年 - BOT Lease（Eurasia）LLC. 設立。
- 2011年 - 中国コンサルティング現地法人・東銀租賃咨詢（上海）有限公司を設立。東銀融資租賃（天津）有限公司を設立。BTMU Lease (Deutschland) GmbHワルシャワ支店（ポーランド）を開設。
- 2012年 - 東銀融資租賃（天津）有限公司　上海分公司を開設。
- 2014年 - 東銀利市商業保理（上海）有限公司を設立。
- 2015年 - 本社を東京都中央区日本橋二丁目の東京日本橋タワーへ移転。
- 2022年
  - 3月 - 本社を東京都中央区新川へ移転[1][6]。
  - 6月23日 - 三菱UFJ銀行・農林中央金庫・東京センチュリーに対して第三者割当増資と資本業務提携を行うと発表[7]。
  - 10月31日 - 6月の資本業務提携に基づく第三者割当増資を実施。これにより、農林中金・東京センチュリーがそれぞれ25%の株式を取得し、三菱UFJフィナンシャル・グループ（全体で28.5%）のみならず農林中金・東京センチュリーの持分法適用会社となる[8][5]。

## グループ会社
- 日本橋ティージーサービス株式会社
- 新日本橋通商株式会社
- トコスエンタプライズ株式会社

## 参考
1. 1 2  東銀リース株式会社の情報（国税庁法人番号公表サイト）
2. ↑  東銀リース株式会社  国内営業拠点
3. 1 2 3 4  概要（東銀リース）
4. 1 2 3 4 5 6  東銀リース株式会社 第46期決算公告
5. 1 2 3 4  国内関係会社　東銀リース株式会社（東京センチュリー）
6. ↑  “本社移転のお知らせ” (PDF).   東銀リース (2022年3月9日). 2022年6月28日閲覧。
7. ↑  “東銀リース株式会社の第三者割当増資および資本業務提携について” (PDF).   東銀リース、三菱UFJ銀行、農林中央金庫、東京センチュリー (2022年6月23日). 2022年6月28日閲覧。
8. ↑  東銀リース株式会社の株式取得の完了について（東京センチュリー 2022年10月31日）